# Aljaksandr Schaszjuk
Aljaksandr Uladsimirawitsch Schaszjuk (belarussisch Аляксандр Уладзіміравіч Шасцюк; * 5. Juni 2002 in Brest) ist ein belarussischer Fußballspieler.

## Karriere

### Verein
Schaszjuk begann seine Karriere beim FK Dinamo Brest. Im August 2019 stand er im Cup erstmals im Profikader Dinamos, kam allerdings noch nicht zum Einsatz. Sein Profidebüt in der Wyschejschaja Liha gab er schließlich im März 2021 gegen den FK Sputnik Retschyza. In jener Partie, die Brest mit 4:0 gewann, erzielte er auch prompt sein erstes Tor als Profi. In der Saison 2021 kam er insgesamt zu 29 Einsätzen in der höchsten belarussischen Spielklasse, in denen er vier Tore erzielte.
Im Januar 2022 wechselte Schaszjuk nach Russland zum FK Nischni Nowgorod. Noch vor Beginn der Frühjahrssaison wurde er im Februar 2022 nach Lettland an den FK RFS verliehen.

### Nationalmannschaft
Schaszjuk spielte 2019 achtmal für die belarussische U-17-Auswahl. Im März 2021 kam er erstmals im U-21-Team zum Einsatz. 